# Thác Niagara
Thác Niagara (tiếng Anh: Niagara Falls; tiếng Pháp: les Chutes du Niagara) ở sông Niagara tại Bắc Mỹ, nằm ở đường biên giới của Hoa Kỳ và Canada. Thác Niagara bao gồm 3 thác riêng biệt: thác Horseshoe (Canada) (đôi lúc gọi là thác Canada), thác Mỹ và một thác nhỏ hơn gần đó là thác Bridal Veil. Dù thác không cao nhưng các thác Niagara rất rộng. Với hơn 168.000 m³ nước rơi xuống mỗi phút vào thời điểm nhiều nhất, và trung bình gần 110.000 m³ mỗi phút, đây là thác nước mạnh nhất ở Bắc Mỹ. Thác Niagara tọa lạc khoảng 20 phút đi từ thành phố Buffalo của Hoa Kỳ và Toronto của Canada.

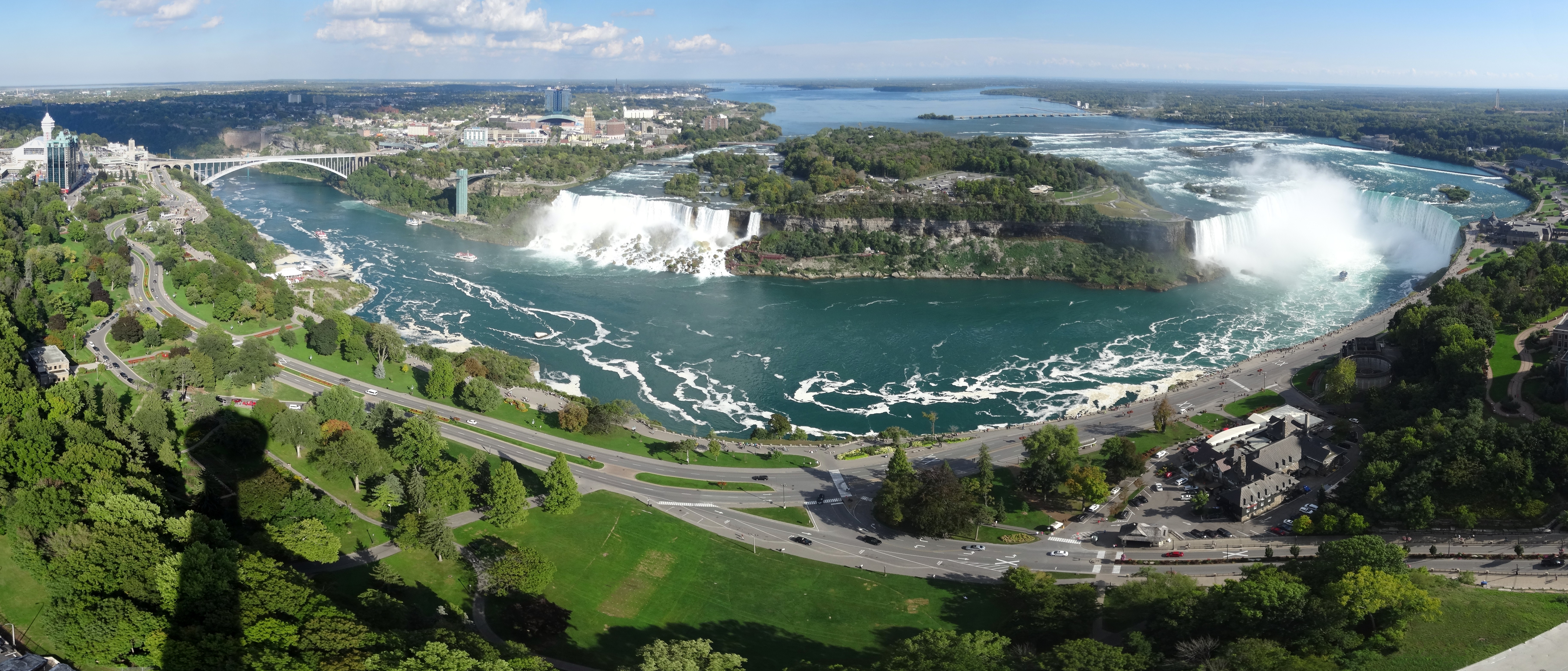
Xem từ Tháp Skylon đến Thác Niagara

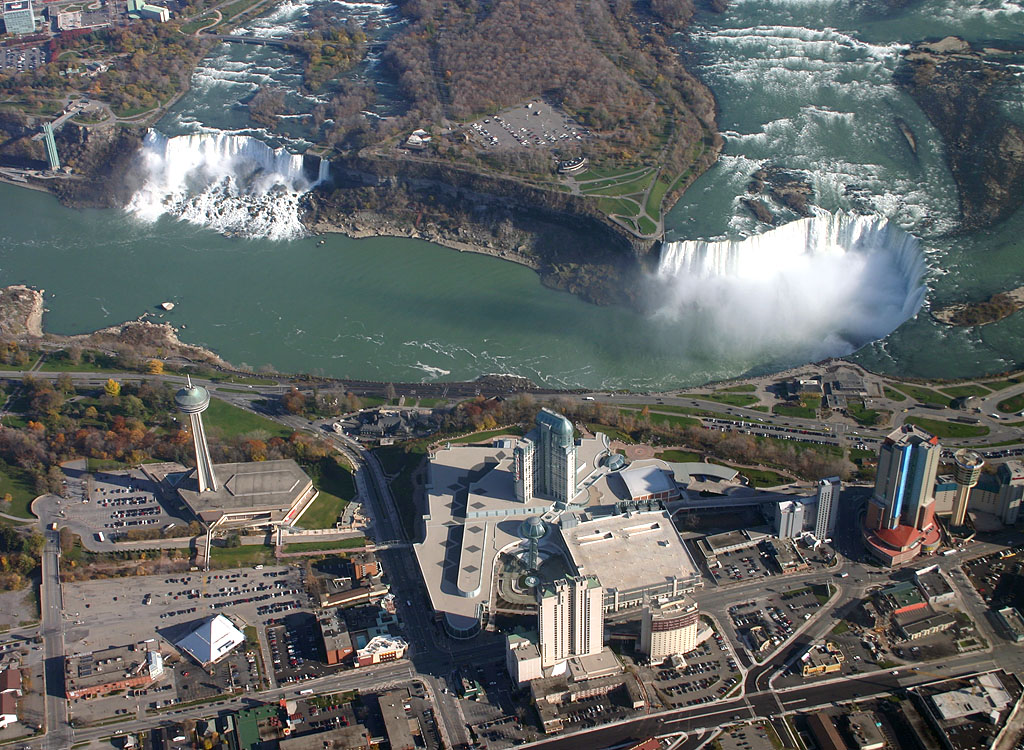
Niagara Falls nhìn từ không trung

Các thác Niagra nổi tiếng vì vẻ đẹp và nguồn giá trị cho thủy điện và một dự án gây thách thức cho bảo vệ môi trường. Là một địa điểm du lịch nổi tiếng một thế kỷ, kỳ quan thiên nhiên này nằm giữa hai thành phố kết nghĩa Niagara Falls, Ontario và Niagara Falls, New York.
Thác Niagara gồm Thác Móng Ngựa (Horseshoe Falls-thuộc Canada) và Thác Mỹ. Thác Horseshoe Falls cao khoảng 173 feet (53m). Chiều cao thác Mỹ thay đổi từ 70–100 feet (21m) do khối đá lớn nằm dưới chân thác. Thác Horseshoe Falls rộng khoảng 2600 feet (792 m), còn Thác Mỹ American Falls rộng 1.060 feet (323 m). 
Thể tích nước của thác vào mùa nước lớn có thể đạt tới 202.000 cubic feet mỗi giây (5.720 m³/s). Suốt mùa hè, mỗi giây khoảng 2.832 m³ nước chảy qua thác, trong đó tới 90% là qua thác Horseshoe Falls.

## Vượt thác
Tháng 10 năm 1858, Sam Patch –nhảy thác và sống sót, mở ra 'truyền thống' daredevils vượt thác. Vào ngày 24 tháng 10 năm 1901, cô giáo 63 tuổi ở bang Michigan tên là Annie Edson Taylor đã là người đầu tiên vượt thác trong một cái thùng; Bà này cũng sống sót, tuy bị xây xước một chút nhưng hầu như bình yên vô sự.
Sau bà Taylor, 14 người khác cũng muốn vượt thác trong hoặc trên một phương tiện nào đó. Một vài người không hề hấn gì nhưng đa số bị thương nặng. Những người sống sót sau những trò phô trương này đều bị buộc tội và bị phạt bởi vì luật cấm nhảy thác đã được đưa ra ở cả hai nước.
Điều kỳ diệu ở Niagara "Miracle at Niagara" xảy ra ngày 9 tháng 7 năm 1960, một cậu bé 5 tuổi người Mỹ tên là Roger Woodward đã sống sót khi rơi từ trên đỉnh thác Horseshoe Fall xuống mà chỉ được bảo vệ bởi một chiếc áo phao. Cô chị gái của cậu, Deanne, được cứu khi chỉ còn cách miệng thác chừng 20 feet (6m). Vài phút sau, Roger được cứu ở phía dưới chân thác bởi những người trên tàu Maid of the Mist (Tàu du lịch ở thác Niagara). Sự sống sót khó tin của cậu đã được đưa tin khắp thế giới.